# Kilopondmeter
Kilopondmeter oder Meterkilopond ist eine veraltete (nicht SI-konforme) Einheit des technischen Einheitensystems. Sie wurde für die beiden Größen Energie und Drehmoment verwendet.

## Energie
Die Energie, die für eine Bewegung aufgebracht wird, ergibt sich als Produkt aus dem Weg und der Kraft, die in Richtung des Weges wirkt:
- 1 kp·m = 1.000 p·m,
- 1 kp·m = 9,80665 kg·m²/s² = 9,80665 N·m = 9,80665 J, entsprechend  1 J = 0,102 kp·m,
- 1 kp·m ≈ 2,342 cal.

Diese Einheit ist seit Einführung des SI-Systems (in der Mitte des 20. Jahrhunderts) veraltet und wurde durch das Joule ersetzt.

## Drehmoment
Das Drehmoment ergibt sich als Produkt aus der Länge eines Hebelarms und der senkrecht auf den Hebel wirkenden Kraft:
- 1 kp·m = 9,80665 kg·m²/s² = 9,80665 N·m.

Diese Einheit ist ebenfalls seit Einführung des SI-Systems (in der Mitte des 20. Jahrhunderts) veraltet und wurde durch das Newtonmeter ersetzt.

## Umrechnungsfaktor
Der Umrechnungsfaktor 9,80665 stammt in beiden Fällen aus der Festsetzung der Standardschwerkraft (Normfallbeschleunigung) und ist exakt. In der Anwendung wird meist auf den Zahlenwert 9,81 oder 10 gerundet. Damit entspricht der Kilopondmeter näherungsweise der SI-Einheit Dekanewtonmeter (1 daN·m = 10 Nm ≈ 1,02 kpm).